# Mauritia (slak)
Mauritia is een geslacht van weekdieren uit de klasse van de Gastropoda (slakken).

## Soorten
- Mauritia arabica (Linnaeus, 1758)
- Mauritia depressa (J.E. Gray, 1824)
- Mauritia eglantina (Duclos, 1833)
- Mauritia grayana Schilder, 1930
- Mauritia histrio (Gmelin, 1791)
- Mauritia maculifera Schilder, 1932
- Mauritia mauritiana (Linnaeus, 1758)
- Mauritia scurra (Gmelin, 1791)